# Ladislav Nykl
Ladislav Nykl (3. července 1944 Praha – 21. února 2016 Chodov) byl český publicista, zaměřený na regionální západočeskou historii komunistické a nacistické totality. Zároveň se zabýval historií trampingu ve Slavkovském lese a Krušných horách.

## Život
V roce 1958 se vyučil na zedníka.
V letech 1961–1963 byl vězněný v koncentračním táboře Sýrovice – Oráčov za přípravu útěku do Spolkové republiky Německo, příživnictví, drobné krádeže a protikomunistické smýšlení. Poté se živil v dělnických profesích v karlovarské nemocnici a chodovské továrně.
Od 80. let 20. století vydával pod přezdívkou „Frank“ trampský občasník Stopař na papíře, který v roce 2007 přešel do internetové podoby. Na obecná témata publikoval články především v tištěném Sokolovském deníku a elektronickém deníku na internetu Horydoly.cz.